# S/2004 S 13
S/2004 S 13 este un satelit natural al lui Saturn. Descoperirea sa a fost anunțată de Scott S. Sheppard⁠(d), David C. Jewitt⁠(d), Jan Kleyna⁠(d) și Brian G. Marsden pe 4 mai 2005, din observațiile efectuate între 12 decembrie 2004 și 9 martie 2005.
S/2004 S 13 are aproximativ 6 kilometri în diametru și îl orbitează pe Saturn la o distanță medie de 18.486.000 km în 938 zile, la o înclinație de 167° față de ecliptică (143° față de ecuatorul lui Saturn), într-o direcție retrogradă și cu o excentricitate de 0,271.
Acest satelit a fost considerat pierdut până la anunțarea redescoperirii sale pe 12 octombrie 2022.   